# Кистяковский, Андрей Андреевич
Андре́й Андре́евич Кистяко́вский (11 октября 1936, Москва — 30 июня 1987, там же) — советский переводчик, правозащитник.

## Биография
Из старинного рода. Праправнук Александра Фёдоровича Кистяковского. Многие в семье были в 1930-е годы репрессированы. Кратковременному аресту подвергался и отец Кистяковского Андрей Юльевич, который в начале Великой Отечественной войны преподавал в Московском военно-инженерном училище, полковник-инженер, впоследствии заведовал кафедрой спортивных сооружений в Московском инженерно-строительном институте.
Ушёл из школы в восьмом классе, работал, служил в армии. Был близок к художникам Лианозовской школы, кругу Арк. Штейнберга. Посещал переводческий семинар М. Лорие. В 1971 году окончил романо-германское отделение филологического факультета МГУ.
Умер от рака. Похоронен на Долгопрудненском кладбище под Москвой.

## Переводческая деятельность
Начал публиковать переводы ещё студентом в 1967 году. Переводил с английского языка стихи и прозу.
Среди переводческих работ Кистяковского выделяются несколько наиболее крупных: романы А. Кёстлера «Слепящая тьма» (1976, ходил в самиздате, в 1978 был издан в США с предисловием переводчика, в СССР опубликован в 1988) и Ч. П. Сноу «Наставники» (1981), первая книга и все стихотворения романа Толкина «Хранители» (опубл. 1983, «Властелин колец», в соавторстве с Вл. Муравьёвым), поэтический цикл Э. Паунда «Поднебесная» (опубл. 1982), роман Дж. Хеллера «Поправка-22» (опубл. 1988, более известен под заглавием «Уловка-22»), фольклорно-фантастические повести Амоса Тутуолы (опубл. 1973, 1984, 1988).
Кроме этого, Кистяковский переводил англоязычных поэтов, прозу Уильяма Фолкнера, Фланнери О‘Коннор, Воле Шойинки, Кейта Уотерхауса (романы «Билли-враль» и «Конторские будни», — опубл. 1982) и др.
В конце жизни начал писать, но не успел завершить, роман «Через год, если всё будет хорошо», который — по замыслу — повторял ход и обстоятельства его собственной жизни.

## Правозащитная деятельность
С 1978 участвовал в работе созданного Солженицыным Фонда помощи политическим заключенным; в мае 1983, после ареста его распорядителя С. Ходоровича, принял на себя руководство. Подвергался обыскам, допросам, избиению. Тяжело заболел, через несколько месяцев по состоянию здоровья сложил с себя руководство Фондом.